# Cerro Altar
Cerro el Altar es la segunda montaña más alta visible desde Santiago de Chile después de Cerro El Plomo.

## Descripción
Su altitud es de 5180 m s. n. m. según el Instituto Geográfico Militar y de 5222 m s. n. m. según Lliboutry.
Forma un cordòn montañoso junto al cerro El Plomo, Cerro Leonera, Cerro Fisckenscher y al Cerro Littoria. Hacia el este de ellos se abre un profundo valle que encajona al Río Olivares. Su cara oriental sirve de lecho a un gran Glaciar , el Glaciar Olivares alpha que da origen al río Olivares.  Puede alcanzarse por el Santuario de la Naturaleza Yerba Loca.

## Historia
El impulso conquistador del hombre occidental, propio de los siglos del positivismo europeo (y muy distinto de la relación que las culturas originarias tenían con su entorno), llevó a que su cumbre fuera "vencida por primera vez" el 20 de febrero de 1912 por Heriberto Trewhela, Félix Mondini, Ridley Temperley.

El primer domingo después subimos al Santa Lucía para contemplar nuestro cerro y recordar las penalidades que nos había demandado. Ahí estaba el Paloma, vencido, pero más bello que nunca y un poco más allá el Altar, victorioso, nos mostraba sus flancos inaccesibles hasta ahora.
Heriberto Trewhela, 1915

El libro de cumbre fue iniciado el 3 de diciembre de 1929, por los alemanes Jurgen Lüders y Hermann Sattler y el suizo Otto Pfenniger, miembros del DAV (Club Alemán Andino) Santiago, quienes hallaron en la cima una lata de tabaco inglés, Prince Albert,  y una moneda de veinte centavos, depositadas por turistas desconocidos.